# Francisco Javier Errázuriz Sotomayor
Francisco Javier Errázuriz Sotomayor (Rancagua, 1802-ibidem, 1881) fue un hacendado y político chileno.

## Primeros años
Hijo de don Fernando Errázuriz Aldunate y doña María del Carmen Sotomayor Elzo. Casado con Concepción Errázuriz Mayo, con quien tuvo descendencia.

## Aportes
Era propietario de la hacienda de Tagua Tagua, la cual, tras vaciar el agua de la laguna del mismo nombre, se descubrieron en 1837, los huesos de animales prehistóricos, convirtiéndose la zona en importante centro arqueológico. Con posterioridad, fundó en la zona el pueblo que hoy se conoce como San Vicente de Tagua Tagua.

## Vida política
Elegido Diputado por Caupolicán en 1840, reelegido al Congreso en 1843, esta vez representando a Melipilla. En 1846 fue elegido Diputado por Santiago. En estos períodos legislativos integró la Comisión permanente de Peticiones y de Negocios Eclesiásticos.